# Mindfold
Mindfold was een Nederlandse vierkoppige rockband die in 2001 werd opgericht in Maastricht.

## Geschiedenis

### Mindfold (2001–2002)
De band werd opgericht in 2001 en bracht in oktober 2002 de demo This Lies Bleeding in eigen beheer uit. De muziek van Mindfold vertoonde invloeden van bands als Deftones en Far.

### Under Your Skin (2003–2004)
In april 2003 volgde de EP Under Your Skin. Mindfold trad in 2004 op tijdens festivals zoals Eurosonic in Groningen en het Bevrijdingsfestival in Roermond. In juni van dat jaar verliet bassist Guido Penders de band en werd hij vervangen door Joost Peeters.

### Long Roads (2005–2006)
Op 13 februari 2005 won Mindfold de Limburgse bandcompetitie Nu of Nooit, waarmee de band een optreden op het hoofdpodium van Pinkpop 2005 verzekerde. De band bracht gelijktijdig de vooruitgeschoven single Lost (Without You) uit ter promotie. Hierna volgden optredens in onder andere Paradiso en de Melkweg, waar de band speelde in het voorprogramma van de Amerikaanse band Dredg. In september 2005 werd Joost Peeters opgevolgd door Bas Braam.
Op 4 maart 2006 verscheen het debuutalbum Long Roads, uitgebracht via het label Squash Records. Kort daarvoor had Mindfold een zevendaagse tournee door het Verenigd Koninkrijk afgelegd. In mei speelde de band als support en begeleidingsband van Jonah Matranga (Far, Onelinedrawing) tijdens een reeks optredens in Duitsland en Nederland. En in juni volgde een tournee door Duitsland en Oostenrijk. 
In oktober 2006 ging Mindfold uit elkaar. Remco Eijssen en Bas Braam richtten samen de band Colossa op. Yuri Beckers verhuisde naar Kopenhagen en startte de band Ferguson Overdrive.

## Discografie
- This Lies Bleeding (2002 - Demo)
- Under Your Skin (2003 - EP)
- Lost (Without You) (2005 - Single)
- Long Roads (2006 - Album)